# ألكسندرو ديدو
ألكسندرو ديدو (بالرومانية: Alexandru Dedu)‏ مواليد 15 سبتمبر 1971 في بلويشت، هو لاعب كرة يد روماني سابق لعب كمحور. مثل منتخب رومانيا لكرة اليد في 232 مباراة. شارك في دورة الألعاب الأولمبية الصيفية سنة 1992.

## المسيرة الاحترافية
لعب مع بوليتخنيكا تيميشوارا في الدوري الروماني من سنة 1989 إلى 1991، ثم لعب مع ستاوا ألكسندريون بوخارست من سنة 1991 إلى 1996، ثم لعب مع نادي برشلونة لكرة اليد في الدوري الإسباني من سنة 1996 إلى 1999، ثم لعب مع فوبرتال في موسم 1999–2000، ثم لعب مع نادي بورتو لكرة اليد في الدوري البرتغالي من سنة 2000 إلى 2004.

## الإنجازات
- الدوري الروماني لكرة اليد:
  - الفوز: 1991، 1994، 1996
- الدوري الإسباني لكرة اليد:
  - الفوز: 1997، 1998، 1999
- الدوري البرتغالي لكرة اليد الدرجة الأولى:
  - الفوز: 2002، 2003، 2004
- دوري أبطال أوروبا لكرة اليد:
  - الفوز: 1997، 1998، 1999

## روابط خارجية
- ألكسندرو ديدو على موقع الاتحاد الأوروبي لكرة اليد (الإنجليزية)
- ألكسندرو ديدو على موقع أوليمبيديا (الإنجليزية)